# روبرت غارث
روبرت غارث (بالإنجليزية: Robert Garth)‏ هو لاعب كرة قدم أمريكية أمريكي، ولد في 2 أكتوبر 1979.